# Булоњ Бијанкур
Булоњ Бијанкур (фр. Boulogne-Billancourt) је насељено место у Француској у Париском региону, у департману Горња Сена.
По подацима из 2006. године број становника у месту је био 110.251.

## Демографија
| 1962.   | 1968.   | 1975.   | 1982.   | 1990.   | 1999.   | 2006.   | 2011.   |
| ------- | ------- | ------- | ------- | ------- | ------- | ------- | ------- |
| 106.641 | 109.008 | 103.578 | 102.582 | 101.743 | 106.367 | 110.251 | 116.220 |

## Партнерски градови
- Абиџан
- Нојкелн
- Андерлехт
- Zaandam
- Guang'an
- Марино
- Алмерија
- Панчево
- Hammersmith